# Sakina Akhundzadeh
Sakina Akhundzadeh, född 1865 i Quba, död där 1927, var en azerisk dramatiker och författare. Hon är den första kända kvinnliga dramatikern inom azerisk litteratur.
Akhundzadehs far, som var poet verksam under pseudonymen Fada, gav henne skolundervisning i hemmet. Hennes senare försök att etablera en sekulär skola ledde till att hennes man mördades av religiösa fanatiker. Hon flydde därefter till Baku där hon började arbeta vid en flickskola som startats av oljemagnaten Zeynalabdin Taghiyev. Hon undervisade i azerbajdzjanska, litteratur och religion.
Hennes karriär som dramatiker började när hon bildade en dramaklubb vid den skola där hon arbetade. Hon började skriva pjäser och lät eleverna agera skådespelare. Hennes första pjäs Elmin manfaati (Vetenskapens nytta) hade premiär 1904 och följdes upp med Hagg soz aji olar (Sanningen svider) och Galin va gayinana (Svärdotter och svärmor).
År 1911 hade Akhundzadehs version av Namık Kemals Zavallı çocuk premiär. På azerbajdzjanska fick den namnet Bakhtsiz ushag (Det olyckliga barnet) och Huseyn Arablinski spelade huvudrollen. Akhundzadeh fortsatte arbeta med Arablinski till dennes död 1919. Hon arbetade även med skådespelare som Abbas Mirza Sharifzadeh. År 1917 satte Akhundzadeh upp Zulmun natijasi (Ondskans konsekvenser), grundad på Léo Delibes Lakmé, på Taghiyevteatern i Baku.
År 1918 gav Sakina Akhundzadeh ut romanen Shahzadeh Abulfaz va Rana khanim.